# Пермяков, Сергей Ефремович
Серге́й Ефре́мович Пермяко́в (1863, Казань — 6 декабря 1930) — Самарский городской голова с 1914 по 1916 гг.

## Семья
С. Е. Пермяков родился в 1863 г. в Казани в купеческой семье Ефрема и А. Н. Пермяковых.

## Образование
В 1884 г. закончил Казанский Государственный Университет.

## Семейное дело братьев Пермяковых
В 1893 г. братья Пермяковы организовали «Товарищество мануфактурной торговли А. Н. Пермяковой сыновья». Центральное отделение «Товарищества…» располагалось в Москве. Филиалы организации разместились в Самаре, Казани и Нижнем Новгороде. Самарский филиал быстро развивался — в 1897 г. он оценивался имущественным цензом в 1 500 р., в 1901 г. — в 3 000 р., а в 1912 г. — 12 597 р.
В 1909 г. братья Андрей, Михаил и Николай Пермяковы жили в Москве, а Сергей и Павел — в Самаре.
Таким образом, Сергей Ефремович с самого момента переезда в Самару занимался бизнесом — являлся владельцем магазина. Он также активно участвовал и в благотворительности покинутой Казани: был почетным членом Казанского губернского попечительства детских приютов в 1897—1917 гг., по представлению которого, кстати, Пермяков получил в декабре 1897 г. чин титулярного советника.

## С. Е. Пермяков — первый директор публичного музея
До 1901 г. губернским публичным музеем управляли заведующие. Первым директором Самарского публичного музея в 1901 г. (и до 1914 г.) являлся Сергей Ефремович Пермяков. В ноябре 1900 г. он стал членом библиотечного комитета и занимался музейным делом вплоть до января 1917 г., возглавлял пресловутую Музейную комиссию при городской управе. В годы его директорства в музее активно работал кружок, объединявший немногочисленных собирателей редкостей.
Члены кружка помогали в разборе и описании экспонатов, делали немало даров. Сам Сергей Ефремович передавал в фонд музея различные экспонаты.
Также он являлся председателем общества народных университетов и членом губернской ученой архивной комиссии.
Он много и плодотворно работал в различных комиссиях и комитетах думы. Так, он был постоянным членом музейной комиссии думы, членом попечительского комитета Александровской публичной библиотеки (около 20 лет).
Как коллекционер, Сергей Ефремович собрал обширную (свыше 27 000 названий) библиотеку Универсального содержания, которая сейчас стала важной частью фонда областной библиотеки. Главная ценность этой коллекции — издания 1905—1907 гг., почти полностью уничтоженные цензурой и полицией. Часть собрания живописи Пермякова хранится в художественном музее.

## Деятельность в Самаре
В 1886 г. С. Е. Пермяков переехал жить в Самару. Это следует по одному из отчетов Самарского благородного собрания. Сергей Ефремович с 1890 по 1916 гг. являлся мировым судьей Самары и Самарского уезда.
С августа 1897 г. он стал гласным самарской городской думы. Сергей Ефремович оказался «редким» гласным, имевшим высокий уровень образования. Потому он очень много времени, сил и средств тратил на развитие культуры.
20 июля 1906 г., в разгар революционных событий 1905—1907 гг., Сергей Ефремович вместе с А. Н. Хардиным ушёл из гласных городской думы и восстановился на этом посту только в 1909 г.
В 1907 г. Пермяков был выборщиком во 2-ю Государственную Думу.
Сергей Ефремович много внимания уделял благоустройству города. В 1911 г. он являлся заместителем председателя Канализационной Комиссии, но ушёл с этой должности ввиду временного отъезда из Самары 25 июля того же года. При уходе он передал свою должность М. А. Шадрину. В 1912 г. Пермякова отметили награждением почетным званием потомственного почетного гражданина Самары.
С 1914 г. Сергей Ефремович являлся городским главой Самары.
В 1915 г. Пермяков организовал успешную борьбу с эпидемией тифа в Самаре. В 1916 г. он начал эффективное строительство важной железной дороги Самара — Каспийское море.
В 1916 г. в Думе из-за скрытой деятельности последователей Челышева был поднят и рассмотрен вопрос о доверии Пермякову. В защиту Пермякова появились статьи в прессе, осуждавшие за такую политику «челышевцев». Доверие думой Пермякову было оказано, и Самара чествовала его, но, несмотря на подтверждение доверия, он 24 ноября 1916 г. подал прошение об отставке и покинул свой пост. До получения из столицы подтверждения отставки он попросил отпуск без сохранения содержания. 23 декабря 1916 г. его отставка была официально утверждена министром внутренних дел. После ухода со своей должности Сергей Ефремович остался, однако, гласным городской думы.
После ухода Сергей Ефремович в местной прессе появилось несколько статей в его защиту.
Прослужив всего 2 года из четырёх положенных, он был вынужден уйти, несмотря на всю свою популярность. Что стало тому причиной? Он уволился«в ответ на недостойную травлю, которую вот уже целых два года ведет кучка челышевцев». К этой «кучке» относились гласные Зубчанинов, Чуркин и Ященко.
Осенью 1917 г. он вновь был избран в городскую думу.

## Последние годы жизни
С лета 1918 по 1929 гг. Сергей Ефремович жил в Саратове и Саратовской губернии. Умер он 6 декабря 1930 г. в Малаховке под Москвой. Похоронили бывшего городского голову Самары на Богородском кладбище в Москве.